# Kachorwa
Kachorwa (nep. कचोर्वा) – gaun wikas samiti w środkowej części Nepalu w strefie Narajani w dystrykcie Bara. Według nepalskiego spisu powszechnego z 2001 roku liczył on 1418 gospodarstw domowych i 9134 mieszkańców (4350 kobiet i 4784 mężczyzn).